# División de Honor Juvenil de España 2018-19
La temporada 2018-19 fue la 33.ª edición de la División de Honor Juvenil de España, la cual corresponde a la máxima categoría de los equipos sub-19 de España. La competencia se inició el 5 de septiembre de 2018 y finalizó su fase regular el 1 de mayo de 2019.

## Sistema de competición
Para esta edición del campeonato son 114 equipos quienes conforman los siete grupos en competencia de 16 a 18 equipos cada uno, los cuales son compuestos según criterios de proximidad geográfica.
- Grupo I: Asturias, Cantabria y Galicia
- Grupo II: Aragón, País Vasco, La Rioja y Navarra
- Grupo III: Aragón, Baleares, Cataluña
- Grupo IV: Andalucía, Ceuta y Melilla
- Grupo V: Castilla y León, Comunidad de Madrid y Extremadura
- Grupo VI: Islas Canarias
- Grupo VII: Castilla-La Mancha, Comunidad de Madrid, Comunidad Valenciana y Región de Murcia

Siguiendo un sistema de liga, los equipos de cada grupo se enfrentan todos contra todos en dos ocasiones, en campo propio y contrario. El ganador de un partido obtiene tres puntos mientras que el perdedor suma ninguno, y en caso de un empate cada equipo consigue un punto.

### La categoría juvenil
El reglamento de la Real Federación Española de Fútbol establece que la licencia de futbolista juvenil corresponde a los que cumplan diecisiete años a partir del primero de enero de la temporada de que se trate, hasta la finalización de la temporada en que cumplan los diecinueve.

## Tablas de clasificación

### Grupo 1
| Pos. | Equipo                  | Pts. | PJ | G  | E | P  | GF | GC | Dif. | Clasificación 2018-19                          |
| ---- | ----------------------- | ---- | -- | -- | - | -- | -- | -- | ---- | ---------------------------------------------- |
| 1    | Celta de VigoCelta Vigo | 80   | 30 | 26 | 2 | 2  | 78 | 24 | +54  | Clasificado a Copa de Campeones y Copa del Rey |
| 2    | Sporting de Gijón       | 72   | 30 | 22 | 6 | 2  | 92 | 22 | +70  | Clasificado a Copa del Rey 2019                |
| 3    | Racing de Santander     | 65   | 30 | 20 | 5 | 5  | 75 | 29 | +46  | Clasificado a Copa del Rey 2019                |
| 4    | Ural CF                 | 54   | 30 | 17 | 3 | 10 | 57 | 50 | +7   |                                                |
| 5    | Deportivo La Coruña     | 53   | 30 | 16 | 5 | 9  | 63 | 34 | +29  |                                                |
| 6    | CD Lugo                 | 50   | 30 | 15 | 5 | 10 | 52 | 37 | +15  |                                                |
| 7    | Real Oviedo             | 49   | 30 | 14 | 7 | 9  | 45 | 26 | +19  |                                                |
| 8    | Club Bansander          | 37   | 30 | 11 | 4 | 15 | 45 | 58 | −13  |                                                |
| 9    | Atlético Perines        | 36   | 30 | 10 | 6 | 14 | 46 | 61 | −15  |                                                |
| 10   | Racing de Ferrol        | 35   | 30 | 9  | 8 | 13 | 40 | 55 | −15  |                                                |
| 11   | ED Val Miñor            | 33   | 30 | 9  | 6 | 15 | 36 | 46 | −10  |                                                |
| 12   | CD Roces                | 33   | 30 | 10 | 3 | 17 | 46 | 66 | −20  |                                                |
| 13   | Pontevedra CF           | 29   | 30 | 9  | 2 | 19 | 35 | 62 | −27  | Descendido a Liga Nacional 2019-20             |
| 14   | CD Covadonga            | 23   | 30 | 5  | 8 | 17 | 30 | 62 | −32  | Descendido a Liga Nacional 2019-20             |
| 15   | CD Colindres            | 18   | 30 | 4  | 6 | 20 | 23 | 75 | −52  | Descendido a Liga Nacional 2019-20             |
| 16   | Alondras CF             | 13   | 30 | 3  | 4 | 23 | 20 | 76 | −56  | Descendido a Liga Nacional 2019-20             |

Actualizado a los partidos jugados el Finalizado.
 Fuente: 
Criterios de clasificación: Puntos · Enfrentamientos directos · Diferencia de goles · Goles a favor · Puntos fair-play · Play-off.

### Grupo 2
| Pos. | Equipo           | Pts. | PJ | G  | E  | P  | GF | GC | Dif. | Clasificación 2018-19                          |
| ---- | ---------------- | ---- | -- | -- | -- | -- | -- | -- | ---- | ---------------------------------------------- |
| 1    | CD Numancia      | 66   | 30 | 20 | 6  | 4  | 74 | 34 | +40  | Clasificado a Copa de Campeones y Copa del Rey |
| 2    | Real Sociedad    | 64   | 30 | 21 | 1  | 8  | 88 | 31 | +57  | Clasificado a Copa del Rey 2019                |
| 3    | Deportivo Alavés | 58   | 30 | 16 | 10 | 4  | 69 | 30 | +39  |                                                |
| 4    | UDC Txantrea     | 55   | 30 | 15 | 10 | 5  | 57 | 35 | +22  |                                                |
| 5    | Danok Bat CF     | 54   | 30 | 16 | 6  | 8  | 53 | 34 | +19  |                                                |
| 6    | SD Eibar         | 52   | 30 | 15 | 7  | 8  | 52 | 39 | +13  |                                                |
| 7    | Athletic Bilbao  | 51   | 30 | 14 | 9  | 7  | 70 | 39 | +31  |                                                |
| 8    | Antiguoko        | 47   | 30 | 12 | 11 | 7  | 42 | 37 | +5   |                                                |
| 9    | CA Osasuna       | 42   | 30 | 10 | 12 | 8  | 48 | 38 | +10  |                                                |
| 10   | CD Pamplona      | 41   | 30 | 11 | 8  | 11 | 39 | 48 | −9   |                                                |
| 11   | AD San Juan      | 36   | 30 | 10 | 6  | 14 | 32 | 45 | −13  |                                                |
| 12   | Valvanera CD     | 30   | 30 | 8  | 6  | 16 | 30 | 45 | −15  |                                                |
| 13   | Santutxu FC      | 24   | 30 | 6  | 6  | 18 | 33 | 73 | −40  | Descendido a Liga Nacional 2019-20             |
| 14   | CD Oberena       | 21   | 30 | 5  | 6  | 19 | 30 | 77 | −47  | Descendido a Liga Nacional 2019-20             |
| 15   | CD Getxo         | 12   | 30 | 2  | 6  | 22 | 25 | 81 | −56  | Descendido a Liga Nacional 2019-20             |
| 16   | SD Amorebieta    | 9    | 30 | 1  | 6  | 23 | 16 | 72 | −56  | Descendido a Liga Nacional 2019-20             |

Actualizado a los partidos jugados el Finalizado.
 Fuente: 
Criterios de clasificación: Puntos · Enfrentamientos directos · Diferencia de goles · Goles a favor · Puntos fair-play · Play-off.

### Grupo 3
| Pos. | Equipo                 | Pts. | PJ | G  | E  | P  | GF | GC | Dif. | Clasificación 2018-19                          |
| ---- | ---------------------- | ---- | -- | -- | -- | -- | -- | -- | ---- | ---------------------------------------------- |
| 1    | Real Zaragoza          | 67   | 30 | 19 | 10 | 1  | 52 | 26 | +26  | Clasificado a Copa de Campeones y Copa del Rey |
| 2    | FC Barcelona           | 66   | 30 | 21 | 3  | 6  | 64 | 18 | +46  | Clasificado a Copa del Rey 2019                |
| 3    | RCD Espanyol           | 65   | 30 | 20 | 5  | 5  | 59 | 25 | +34  | Clasificado a Copa del Rey 2019                |
| 4    | UE Cornellà            | 51   | 30 | 13 | 12 | 5  | 36 | 26 | +10  |                                                |
| 5    | RCD Mallorca           | 49   | 30 | 13 | 10 | 7  | 47 | 34 | +13  |                                                |
| 6    | CE Europa              | 49   | 30 | 13 | 10 | 7  | 34 | 29 | +5   |                                                |
| 7    | Girona FC              | 36   | 30 | 9  | 9  | 12 | 44 | 44 | 0    |                                                |
| 8    | AD Stadium Casablanca  | 34   | 30 | 8  | 10 | 12 | 28 | 44 | −16  |                                                |
| 9    | Lleida Esportiu        | 34   | 30 | 7  | 13 | 10 | 26 | 31 | −5   |                                                |
| 10   | Gimnàstic de Tarragona | 34   | 30 | 7  | 13 | 10 | 28 | 36 | −8   |                                                |
| 11   | CD San Francisco       | 34   | 30 | 8  | 10 | 12 | 34 | 43 | −9   |                                                |
| 12   | CF Reus Deportiu       | 32   | 30 | 6  | 14 | 10 | 21 | 32 | −11  |                                                |
| 13   | Gimnàstic de Manresa   | 32   | 30 | 7  | 11 | 12 | 39 | 34 | +5   | Descendido a Liga Nacional 2019-20             |
| 14   | Penya Arrabal          | 8    | 24 | 0  | 8  | 16 | 23 | 52 | −29  | Descendido a Liga Nacional 2019-20             |
| 15   | CE Manacor             | 21   | 30 | 5  | 6  | 19 | 19 | 53 | −34  | Descendido a Liga Nacional 2019-20             |
| 16   | EM El Olivar           | 14   | 30 | 2  | 8  | 20 | 22 | 49 | −27  | Descendido a Liga Nacional 2019-20             |

Actualizado a los partidos jugados el Finalizado.
 Fuente: 
Criterios de clasificación: Puntos · Enfrentamientos directos · Diferencia de goles · Goles a favor · Puntos fair-play · Play-off.

### Grupo 4
| Pos. | Equipo                 | Pts. | PJ | G  | E  | P  | GF | GC  | Dif. | Clasificación 2018-19                          |
| ---- | ---------------------- | ---- | -- | -- | -- | -- | -- | --- | ---- | ---------------------------------------------- |
| 1    | Sevilla FC             | 79   | 34 | 23 | 10 | 1  | 92 | 26  | +66  | Clasificado a Copa de Campeones y Copa del Rey |
| 2    | Granada CF             | 73   | 34 | 23 | 4  | 7  | 64 | 29  | +35  | Clasificado a Copa del Rey 2019                |
| 3    | Real Betis             | 72   | 34 | 23 | 3  | 8  | 82 | 32  | +50  |                                                |
| 4    | Málaga CF              | 64   | 34 | 19 | 7  | 8  | 80 | 35  | +45  |                                                |
| 5    | Cádiz CF               | 57   | 34 | 15 | 12 | 7  | 38 | 26  | +12  |                                                |
| 6    | UD Almería             | 53   | 34 | 15 | 8  | 11 | 58 | 36  | +22  |                                                |
| 7    | CD San Félix           | 52   | 34 | 15 | 7  | 12 | 59 | 43  | +16  |                                                |
| 8    | Córdoba CF             | 51   | 34 | 14 | 9  | 11 | 43 | 46  | −3   |                                                |
| 9    | CD Vázquez Cultural    | 49   | 34 | 14 | 7  | 13 | 57 | 52  | +5   |                                                |
| 10   | Club Gimnástica Ceuta  | 44   | 34 | 11 | 11 | 12 | 36 | 39  | −3   |                                                |
| 11   | CD 26 de Febrero       | 39   | 34 | 9  | 12 | 13 | 42 | 58  | −16  |                                                |
| 12   | Calavera CF            | 38   | 34 | 10 | 8  | 16 | 51 | 56  | −5   |                                                |
| 13   | Recreativo de Huelva   | 36   | 34 | 10 | 6  | 18 | 32 | 46  | −14  |                                                |
| 14   | UCD La Cañada Atlético | 34   | 34 | 9  | 7  | 18 | 34 | 68  | −34  |                                                |
| 15   | CD Tiro Pichón         | 31   | 34 | 9  | 4  | 21 | 27 | 65  | −38  | Descendido a Liga Nacional 2019-20             |
| 16   | UD Tomares             | 29   | 34 | 8  | 5  | 21 | 36 | 79  | −43  | Descendido a Liga Nacional 2019-20             |
| 17   | Séneca CF              | 25   | 34 | 4  | 13 | 17 | 31 | 62  | −31  | Descendido a Liga Nacional 2019-20             |
| 18   | CF Rusadir             | 23   | 34 | 6  | 5  | 23 | 37 | 108 | −71  | Descendido a Liga Nacional 2019-20             |

Actualizado a los partidos jugados el Finalizado.
 Fuente: 
Criterios de clasificación: Puntos · Enfrentamientos directos · Diferencia de goles · Goles a favor · Puntos fair-play · Play-off.

### Grupo 5
| Pos. | Equipo              | Pts. | PJ | G  | E | P  | GF  | GC  | Dif. | Clasificación 2018-19                          |
| ---- | ------------------- | ---- | -- | -- | - | -- | --- | --- | ---- | ---------------------------------------------- |
| 1    | Atlético de Madrid  | 82   | 30 | 26 | 4 | 0  | 107 | 11  | +96  | Clasificado a Copa de Campeones y Copa del Rey |
| 2    | Real Madrid CF      | 79   | 30 | 25 | 4 | 1  | 94  | 13  | +81  | Clasificado a Copa de Campeones y Copa del Rey |
| 3    | Real Valladolid     | 64   | 30 | 20 | 4 | 6  | 60  | 26  | +34  |                                                |
| 4    | Rayo Vallecano      | 63   | 30 | 20 | 3 | 7  | 60  | 27  | +33  |                                                |
| 5    | Extremadura UD      | 45   | 30 | 13 | 6 | 11 | 40  | 35  | +5   |                                                |
| 6    | CD Leganés          | 38   | 30 | 10 | 8 | 12 | 43  | 52  | −9   |                                                |
| 7    | Getafe CF           | 37   | 30 | 10 | 7 | 13 | 39  | 54  | −15  |                                                |
| 8    | UD Santa Marta      | 36   | 30 | 11 | 3 | 16 | 33  | 52  | −19  |                                                |
| 9    | AD Alcorcón         | 35   | 30 | 10 | 5 | 15 | 34  | 39  | −5   |                                                |
| 10   | CF Rayo Majadahonda | 34   | 30 | 9  | 7 | 14 | 38  | 47  | −9   |                                                |
| 11   | Aravaca CF          | 34   | 30 | 9  | 7 | 14 | 31  | 52  | −21  |                                                |
| 12   | AD Unión Adarve     | 34   | 30 | 9  | 7 | 14 | 35  | 46  | −11  |                                                |
| 13   | CD Diocesano        | 33   | 30 | 9  | 6 | 15 | 45  | 52  | −7   | Descendido a Liga Nacional 2019-20             |
| 14   | Club de la Amistad  | 32   | 30 | 9  | 5 | 16 | 34  | 62  | −28  | Descendido a Liga Nacional 2019-20             |
| 15   | CD Canillas         | 17   | 30 | 3  | 8 | 19 | 28  | 68  | −40  | Descendido a Liga Nacional 2019-20             |
| 16   | CP Almendralejo     | 14   | 30 | 4  | 2 | 24 | 18  | 102 | −84  | Descendido a Liga Nacional 2019-20             |

Actualizado a los partidos jugados el Finalizado.
 Fuente: 
Criterios de clasificación: Puntos · Enfrentamientos directos · Diferencia de goles · Goles a favor · Puntos fair-play · Play-off.

### Grupo 6
| Pos. | Equipo                  | Pts. | PJ | G  | E  | P  | GF | GC | Dif. | Clasificación 2018-19                          |
| ---- | ----------------------- | ---- | -- | -- | -- | -- | -- | -- | ---- | ---------------------------------------------- |
| 1    | CD Tenerife             | 79   | 30 | 25 | 4  | 1  | 83 | 20 | +63  | Clasificado a Copa de Campeones y Copa del Rey |
| 2    | UD Las Palmas           | 71   | 30 | 22 | 5  | 3  | 76 | 17 | +59  | Clasificado a Copa del Rey 2019                |
| 3    | Acodetti CF             | 57   | 30 | 18 | 3  | 9  | 49 | 32 | +17  |                                                |
| 4    | CD Orientación Marítima | 48   | 30 | 13 | 9  | 8  | 42 | 26 | +16  |                                                |
| 5    | CD Sobradillo           | 45   | 30 | 12 | 9  | 9  | 51 | 41 | +10  |                                                |
| 6    | CD Laguna               | 38   | 30 | 10 | 8  | 12 | 45 | 50 | −5   |                                                |
| 7    | SD San José             | 38   | 30 | 11 | 5  | 14 | 37 | 46 | −9   |                                                |
| 8    | CD Ofra                 | 36   | 30 | 10 | 6  | 14 | 40 | 50 | −10  |                                                |
| 9    | CF Unión Viera          | 35   | 30 | 10 | 5  | 15 | 36 | 51 | −15  |                                                |
| 10   | CD Marino               | 35   | 30 | 9  | 8  | 13 | 42 | 55 | −13  |                                                |
| 11   | RC Victoria             | 35   | 30 | 8  | 11 | 11 | 38 | 50 | −12  |                                                |
| 12   | CD Maspalomas           | 35   | 30 | 9  | 8  | 13 | 38 | 41 | −3   |                                                |
| 13   | Arucas CF               | 32   | 30 | 8  | 8  | 14 | 34 | 53 | −19  | Descendido a Liga Nacional 2019-20             |
| 14   | Estrella CF             | 31   | 30 | 8  | 7  | 15 | 44 | 73 | −29  | Descendido a Liga Nacional 2019-20             |
| 15   | UD Longuera-Toscal      | 28   | 30 | 8  | 4  | 18 | 43 | 64 | −21  | Descendido a Liga Nacional 2019-20             |
| 16   | UD Guía                 | 24   | 30 | 6  | 6  | 18 | 41 | 70 | −29  | Descendido a Liga Nacional 2019-20             |

Actualizado a los partidos jugados el Finalizado.
 Fuente: 
Criterios de clasificación: Puntos · Enfrentamientos directos · Diferencia de goles · Goles a favor · Puntos fair-play · Play-off.

### Grupo 7
| Pos. | Equipo               | Pts. | PJ | G  | E  | P  | GF | GC | Dif. | Clasificación 2018-19                          |
| ---- | -------------------- | ---- | -- | -- | -- | -- | -- | -- | ---- | ---------------------------------------------- |
| 1    | Villarreal CF        | 68   | 30 | 21 | 5  | 4  | 81 | 23 | +58  | Clasificado a Copa de Campeones y Copa del Rey |
| 2    | Levante UD           | 67   | 30 | 20 | 7  | 3  | 60 | 20 | +40  | Clasificado a Copa del Rey 2019                |
| 3    | Valencia CF          | 61   | 30 | 19 | 4  | 7  | 61 | 28 | +33  |                                                |
| 4    | Atlético Madrileño   | 59   | 30 | 18 | 5  | 7  | 57 | 36 | +21  |                                                |
| 5    | CD Roda              | 56   | 30 | 16 | 8  | 6  | 55 | 32 | +23  |                                                |
| 6    | UD Alzira            | 41   | 30 | 11 | 8  | 11 | 32 | 36 | −4   |                                                |
| 7    | Alboraya UD          | 37   | 30 | 9  | 10 | 11 | 37 | 33 | +4   |                                                |
| 8    | Albacete Balompié    | 36   | 30 | 9  | 9  | 12 | 43 | 51 | −8   |                                                |
| 9    | Real Murcia          | 35   | 30 | 9  | 8  | 13 | 41 | 60 | −19  |                                                |
| 10   | CF Torre Levante     | 35   | 30 | 9  | 8  | 13 | 34 | 42 | −8   |                                                |
| 11   | Elche CF             | 35   | 30 | 9  | 8  | 13 | 35 | 44 | −9   |                                                |
| 12   | Lorca CFB            | 34   | 30 | 8  | 10 | 12 | 26 | 37 | −11  |                                                |
| 13   | Kelme CF             | 31   | 30 | 8  | 7  | 15 | 21 | 53 | −32  | Descendido a Liga Nacional 2019-20             |
| 14   | Ranero CF            | 27   | 30 | 7  | 6  | 17 | 24 | 45 | −21  | Descendido a Liga Nacional 2019-20             |
| 15   | Ciudad de Cuenca CF  | 25   | 30 | 7  | 4  | 19 | 36 | 70 | −34  | Descendido a Liga Nacional 2019-20             |
| 16   | CF Racing d´Algemesí | 18   | 30 | 5  | 3  | 22 | 22 | 55 | −33  | Descendido a Liga Nacional 2019-20             |

Actualizado a los partidos jugados el Finalizado.
 Fuente: 
Criterios de clasificación: Puntos · Enfrentamientos directos · Diferencia de goles · Goles a favor · Puntos fair-play · Play-off.

### Clasificación Mejor Segundo
| Pos. | Equipo            | Pts. | PJ | G  | E | P | GF | GC | Dif. | Clasificación 2018-19                          |
| ---- | ----------------- | ---- | -- | -- | - | - | -- | -- | ---- | ---------------------------------------------- |
| 1    | Real Madrid CF    | 79   | 30 | 25 | 4 | 1 | 94 | 13 | +81  | Clasificado a Copa de Campeones y Copa del Rey |
| 2    | Sporting de Gijón | 72   | 30 | 22 | 6 | 2 | 92 | 22 | +70  |                                                |
| 3    | UD Las Palmas     | 71   | 30 | 22 | 5 | 3 | 76 | 17 | +59  |                                                |
| 4    | Levante UD        | 67   | 30 | 20 | 7 | 3 | 60 | 20 | +40  |                                                |
| 5    | FC Barcelona      | 66   | 30 | 21 | 3 | 6 | 64 | 18 | +46  |                                                |
| 6    | Real Sociedad     | 64   | 30 | 21 | 1 | 8 | 88 | 31 | +57  |                                                |
| 7    | Granada CF        | 61   | 30 | 19 | 4 | 7 | 49 | 27 | +22  |                                                |

Actualizado a los partidos jugados el Finalizado.
 Fuente: 
Criterios de clasificación: Puntos · Enfrentamientos directos · Diferencia de goles · Goles a favor · Puntos fair-play · Play-off.

### Clasificación de Terceros Lugares
| Pos. | Equipo              | Pts. | PJ | G  | E  | P | GF | GC | Dif. | Clasificación 2018-19           |
| ---- | ------------------- | ---- | -- | -- | -- | - | -- | -- | ---- | ------------------------------- |
| 1    | Racing de Santander | 65   | 30 | 20 | 5  | 5 | 75 | 29 | +46  | Clasificado a Copa del Rey 2019 |
| 2    | RCD Espanyol        | 65   | 30 | 20 | 5  | 5 | 59 | 25 | +34  | Clasificado a Copa del Rey 2019 |
| 3    | Real Valladolid     | 64   | 30 | 20 | 4  | 6 | 60 | 26 | +34  |                                 |
| 4    | Valencia CF         | 61   | 30 | 19 | 4  | 7 | 61 | 28 | +33  |                                 |
| 5    | Real Betis cantera  | 60   | 30 | 19 | 3  | 8 | 65 | 29 | +36  |                                 |
| 6    | Deportivo Alavés    | 58   | 30 | 16 | 10 | 4 | 69 | 30 | +39  |                                 |
| 7    | Acodetti CF         | 57   | 30 | 18 | 3  | 9 | 49 | 32 | +17  |                                 |

Actualizado a los partidos jugados el Finalizado.
 Fuente: 
Criterios de clasificación: Puntos · Enfrentamientos directos · Diferencia de goles · Goles a favor · Puntos fair-play · Play-off.

## Copa de Campeones 2019
La Copa de Campeones 2019 fue la 25.ª edición de la Copa de Campeones de División de Honor Juvenil que decidió al campeón absoluto de los torneos sub-19 de España. El campeonato inició el 6 de mayo de 2019 y finalizó el 11 de mayo de 2019.
El sorteo de los emparejamientos fue realizado el 23 de abril de 2019, en donde se reveló que el torneo se iba a realizar íntegramente en la ciudad de Vigo, disputando los cuartos de final en las Instalaciones Deportivas de A Madroa, mientras que las semifinales y la final en el Estadio de Balaídos.

### Sistema de competición
Esta edición del torneo, mantuvo el sistema de competición tradicional del torneo con ocho participantes: los siete campeones de grupo de la División de Honor Juvenil, más el segundo mejor clasificado de todos los grupos, que este año correspondió al Real Madrid C. F. Se disputó íntegramente por el sistema de eliminación directa tanto para cuartos de final, semifinales y la final.
Adicionalmente, el ganador de la Copa de Campeones consigue un cupo para disputar la Liga Juvenil de la UEFA 2019-20, siempre y cuando su primer equipo no lo haya conseguido a través del campeonato de liga regular.

### Eliminatorias
|  | Cuartos de final   | Cuartos de final  |                  |                  | Semifinales       | Semifinales       |  |               | Final              | Final              |  |
|  | 6 de mayo de 2019  | 6 de mayo de 2019 |                  |                  | 8 de mayo de 2019 | 8 de mayo de 2019 |  |               | 11 de mayo de 2019 | 11 de mayo de 2019 |  |
|  |                    |                   |                  |                  |                   |                   |  |               |                    |                    |  |
|  |                    |                   |                  |                  |                   |                   |  |               |                    |                    |  |
|  | C. D. Tenerife     | 0                 |                  |                  |                   |                   |  |               |                    |                    |  |
|  | C. D. Tenerife     | 0                 |                  |                  |                   |                   |  |               |                    |                    |  |
|  | Celta de Vigo      | 2                 |                  |                  |                   |                   |  |               |                    |                    |  |
|  | Celta de Vigo      | 2                 |                  | Celta de Vigo    | 0                 |                   |  |               |                    |                    |  |
|  |                    |                   |                  | Celta de Vigo    | 0                 |                   |  |               |                    |                    |  |
|  |                    |                   | Real Zaragoza    | 2                |                   |                   |  |               |                    |                    |  |
|  | Atlético de Madrid | 0                 | Real Zaragoza    | 2                |                   |                   |  |               |                    |                    |  |
|  | Atlético de Madrid | 0                 |                  |                  |                   |                   |  |               |                    |                    |  |
|  | Real Zaragoza      | 1                 |                  |                  |                   |                   |  |               |                    |                    |  |
|  | Real Zaragoza      | 1                 |                  |                  |                   |                   |  | Real Zaragoza | 0 (7)              |                    |  |
|  |                    |                   |                  |                  |                   |                   |  | Real Zaragoza | 0 (7)              |                    |  |
|  |                    |                   | Villarreal C. F. | 0 (6)            |                   |                   |  |               |                    |                    |  |
|  | Villarreal C. F.   | 3                 | Villarreal C. F. | 0 (6)            |                   |                   |  |               |                    |                    |  |
|  | Villarreal C. F.   | 3                 |                  |                  |                   |                   |  |               |                    |                    |  |
|  | C. D. Numancia     | 1                 |                  |                  |                   |                   |  |               |                    |                    |  |
|  | C. D. Numancia     | 1                 |                  | Villarreal C. F. | 3                 |                   |  |               |                    |                    |  |
|  |                    |                   |                  | Villarreal C. F. | 3                 |                   |  |               |                    |                    |  |
|  |                    |                   | Sevilla F. C.    | 0                |                   |                   |  |               |                    |                    |  |
|  | Real Madrid C. F.  | 1 (3)             | Sevilla F. C.    | 0                |                   |                   |  |               |                    |                    |  |
|  | Real Madrid C. F.  | 1 (3)             |                  |                  |                   |                   |  |               |                    |                    |  |
|  | Sevilla F. C.      | 1 (4)             |                  |                  |                   |                   |  |               |                    |                    |  |
|  | Sevilla F. C.      | 1 (4)             |                  |                  |                   |                   |  |               |                    |                    |  |
|  |                    |                   |                  |                  |                   |                   |  |               |                    |                    |  |

### Cuartos de final
| 6 de mayo de 2019 | C. D. Tenerife | 0:2 (0:2) | Celta de Vigo                             | Instalaciones de A Madrona, Vigo |  |
| 10:00 HEC         |                | Reporte   | - Matías Cedrés 4' (pp) - Iker Losada 37' |                                  |  |

| 6 de mayo de 2019 | Atlético de Madrid | 0:1 (0:0) | Real Zaragoza           | Instalaciones de A Madrona, Vigo |  |
| 12:30 HEC         |                    | Reporte   | - Alejandro Francés 48' |                                  |  |

| 6 de mayo de 2019 | Villarreal C. F.                          | 3:1 (1:1) | C. D. Numancia         | Estadio de Balaídos, Vigo |  |
| 16:00 HEC         | - Jorge Galdón 43, 55' - Luis Gonzaga 60' | Reporte   | - Ebrahima Sidibeh 41' |                           |  |

| 6 de mayo de 2019 | Real Madrid C. F. | 1:1 (1:1, 1:1) (t. s.)(3:4 p.) | Sevilla F. C.       | Estadio de Balaídos, Vigo |  |
| 18:30 HEC         | - Marvin Park 16' | Reporte                        | - Antonio Casas 21' |                           |  |

### Semifinales
| 8 de mayo de 2019 | Celta de Vigo | 0:2 (0:1) | Real Zaragoza                        | Estadio de Balaídos, Vigo |  |
| 12:00 HEC         |               | Reporte   | - Miguel Puche 1' - Jaime Sancho 64' |                           |  |

| 8 de mayo de 2019 | Villarreal C. F.                                               | 3:0 (2:0) | Sevilla F. C. | Instalaciones de A Madrona, Vigo |  |
| 17:00 HEC         | - Fernando Niño 14' - Álex Baena 25' - Juan Carlos Arana 90+3' | Reporte   |               |                                  |  |

### Final
La final congregó al Villarreal C. F. y al Real Zaragoza, siendo la segunda final del equipo valenciano tras haber ganado el título en 2015, mientras que los aragoneses alcanzaban por primera vez una final del torneo.
| 11 de mayo de 2019 | Villarreal C. F.                                                                                 | 0:0 (0:0, 0:0) (t. s.)(7:6 p.) | Real Zaragoza                                                              | Instalaciones de A Madrona, Vigo |  |
| 12:00 HEC          |                                                                                                  | Reporte                        |                                                                            |                                  |  |
|                    |                                                                                                  | Tiros desde el punto penal     |                                                                            |                                  |  |
|                    | - Javi Hernández - Álvaro Martín - Vera - Francho - Miguel Puche - Jaime - Borge - Iván Castillo |                                | - Galdón - Dani Tasende - Arana - Gonzaga - Baena - Pereiro - Carlo - John |                                  |  |

Con esta victoria desde los once metros, el equipo juvenil del Real Zaragoza consigue por primera vez alzarse con la Copa de Campeones.
|                       |
| Campeón Real Zaragoza |
| 1.º título            |